# شعيب (واد)

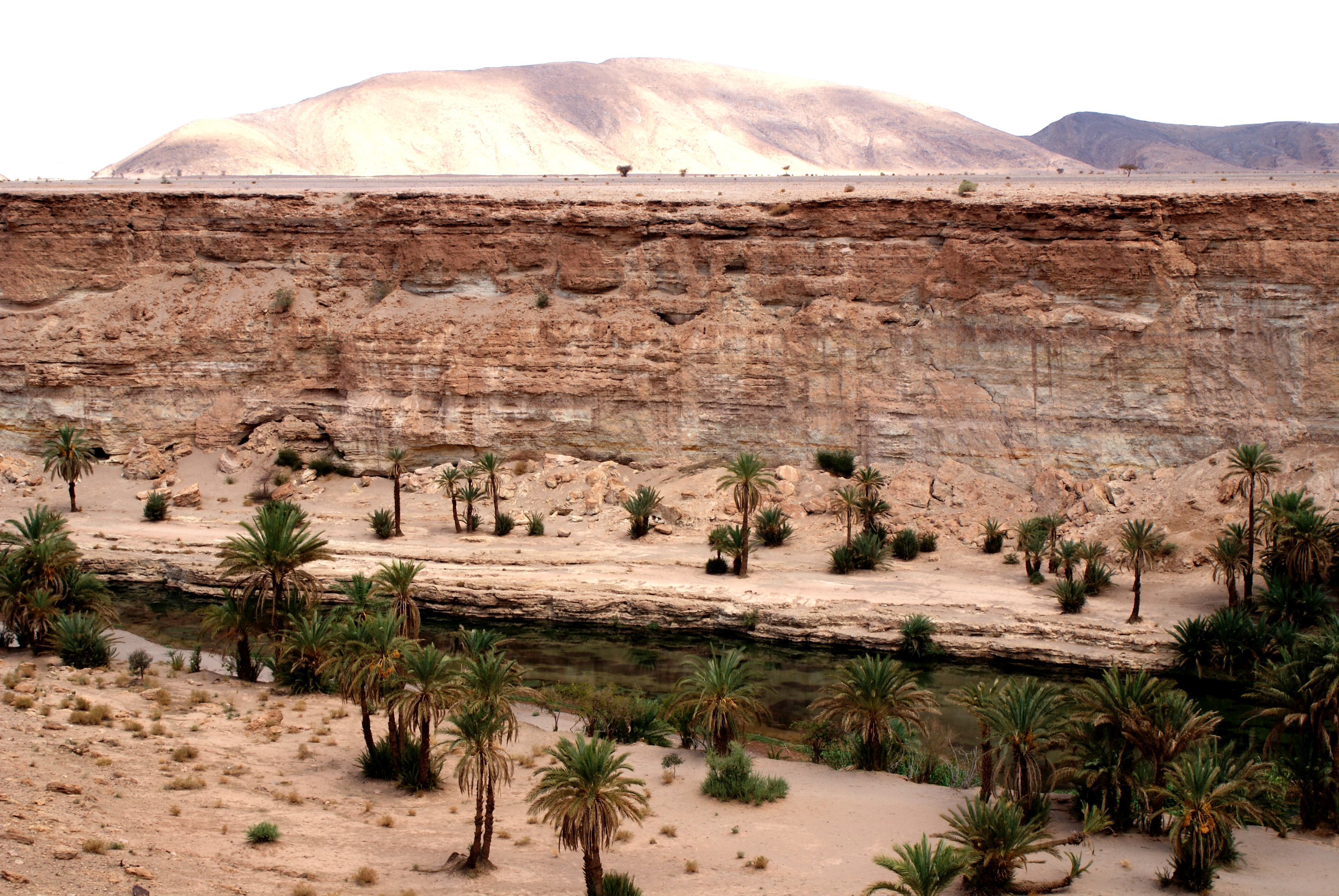
وادي تيسينت، المغرب

شَعِيب، جمعها شُعْبان، هو مصطلح عام يطلق على الوادي الجاف الذي تجري فيه المياه في مواسم الأمطار فقط. وأحيانا يطلق عليه اسم وادي. لكن هذا المسمى يشمل المكان الذي تجري فيه المياه بصورة مستمرة كالأنهار.

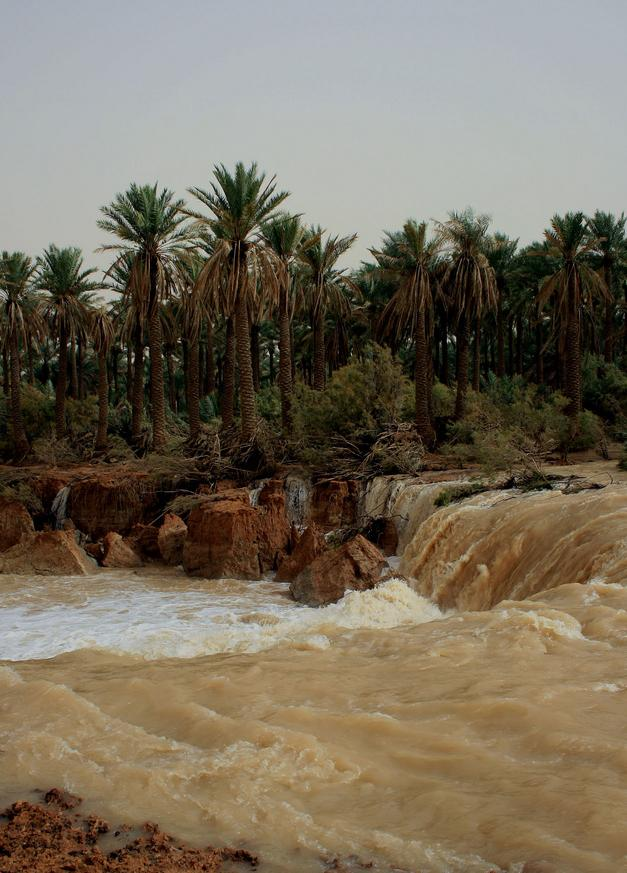
وادي الرمة في السعودية، في موسم أمطار 2008

## معرض صور

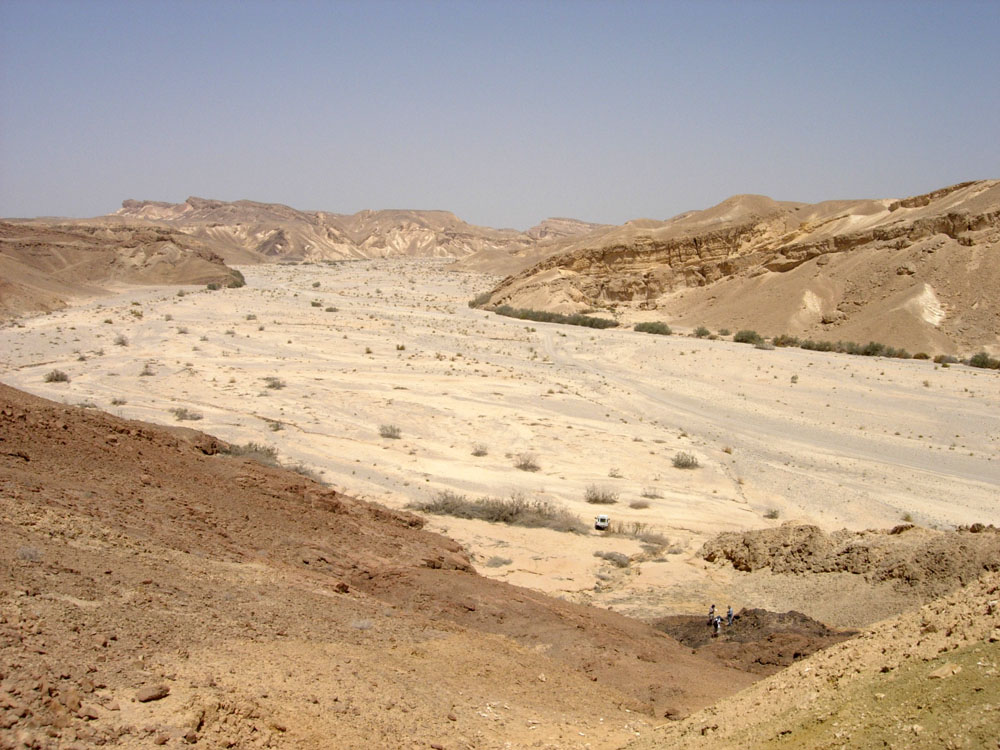
وادي بني خالد، في المنطقة الشرقيَّة، ناحية مسقط، في سلطنة عُمان
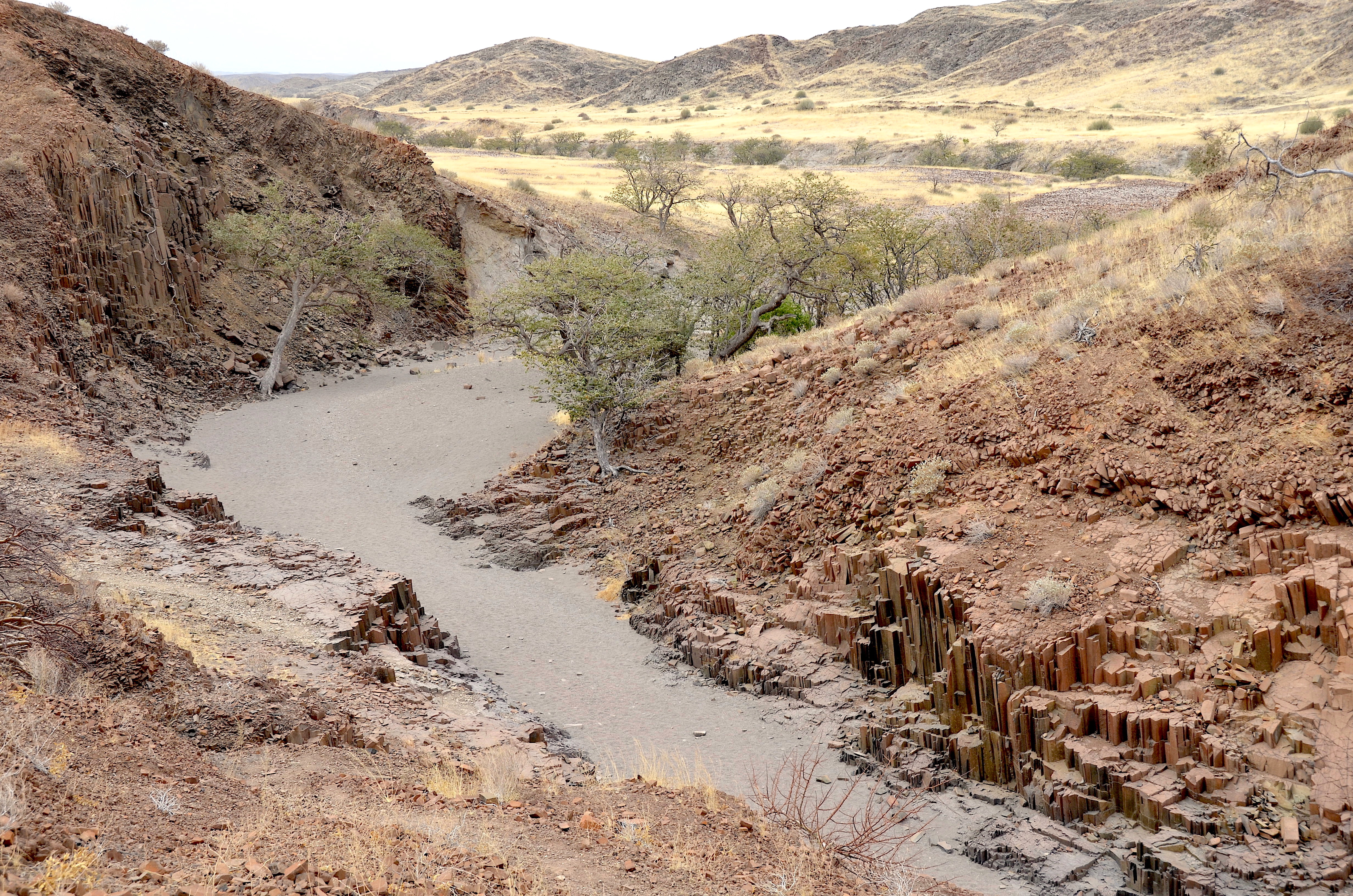